# Investment Capital Ukraine
Investment Capital Ukraine, ICU (укр. Інвестиційний капітал Україна) — фінансова група, заснована 2006 р., яка складається з двох бізнес-напрямів: інвестиційно-банківські послуги та управління активами.
Група АйСіЮ Холдінгз Лімітед (ICU Holdings Limited) зареєстрована в офшорній зоні на Британських Віргінських островах.
Засновником ICU Holdings Limited є Гонтарева Валерія Олексіївна і Гонтарев Олег Борисович, гроші на проєкт у розмірі 10 млн доларів США дав британський хедж-фонд Autonomy Capital Research LLP.
Керуючими директорами є Макар Пасенюк і Костянтин Стеценко.

## Структура
В ICU Holdings Limited входять такі компанії:
- ТОВ «Компанія з управління активами „Інвестиційний капітал Україна“» (Україна)
- ТОВ «Інвестиційний капітал Україна» (Україна)
- Westal Holdings Ltd (Кіпр)
- ПАТ «Банк Авангард» (Україна)
- ЗНПІФ «Інвестиційний Капітал — Фонд Облігацій»
- ЗНПІФ «Інвестиційний Капітал — Фонд Акцій»
- ПІФ «Інвестиційний Капітал Збалансований»
- Відкритий пенсійний фонд «Династія»
- Інвестиційна компанія «Людвинівка 31»

## Діяльність

### Інвестиційно-банківська діяльність
Інвестиційно-банківська діяльність ICU включає торгівлю акціями та інструментами з фіксованою прибутковістю, залучення боргового та акціонерного капіталу, підготовку і проведення операцій по злиттю і поглинанням, фінансовий консалтинг і реструктуризацію.
Згідно з даними Першої фондової торгової системи (ПФТС) ICU була лідером серед торговців державними облігаціями в 2010 р. і корпоративними облігаціями в 2009—2011 рр. У 2010 р. обсяг торгівлі ICU державними облігаціями становив 54 600 000 000 грн або 89 % усього обсягу торгів на ПФТС[джерело?].
Станом на початок 2011 р. ICU завершила угоди з реструктуризації публічних і приватних боргових інструментів на загальну суму більше 1,7 млрд дол. Інформаційне агентство Cbonds визнало ICU провідним агентом з реструктуризації в 2009—2010 рр., А також вручило професійну премію учасників фінансового ринку Cbonds Awards за перемогу в номінаціях «Найкращий Sales на ринку облігацій України» в 2009—2011 рр. і «Найкраща аналітика по ринку облігацій» в 2010—2011 рр.

### Діяльність з управління активами
Компанія з управління активами ICU надає послуги з управління фінансовими активами приватних і інституційних інвесторів, резидентів і нерезидентів.
Станом на липень 2013 КУА ICU управляла інвестиціями в розмірі понад 200 млн дол.[джерело?]
У лінійці інвестиційних фондів під управлінням ICU представлені: ЗНПІФ «Інвестиційний Капітал — Фонд Облігацій» — публічний фонд, що інвестує в інструменти з фіксованою прибутковістю, ЗНПІФ «Інвестиційний Капітал — Фонд Акцій», ПІФ «Інвестиційний Капітал Збалансований».
Згідно з ренкінгом Investfunds, у 2010 році ЗНКІФ «Інвестиційний Капітал-Фонд Акцій» показав найкращий результат за прибутковістю серед усіх українських публічних фондів — 111,43 %, а ПІФ «Інвестиційний Капітал Збалансований» став лідером зростання серед усіх інтервальних фондів з результатом 85,53 %. У ренкінгах Investfunds за підсумками 2012 року перше місце посів фонд під управлінням ICU — «Інвестиційний Капітал — Фонд Облігацій» з показником 42,76 %.[джерело?]

### Проєкт ICU Business Books

Логотип видавничого проєкту ICU Business books

Навесні 2015 фінансова група започаткувала видавничий проєкт «ICU Business Books» (повна назва «ICU Business Books заради майбутнього України» [Архівовано 3 грудня 2019 у Wayback Machine.], скорочено #ICUbooks). Мета проєкту — підвищення рівня інтелектуальної дискусії в Україні, що сприятиме зменшенню впливу містичного мислення, карґо-культів і загалом популізму в широких масах українського суспільства.
Форма реалізації проєкту — видання нон-фікшн літератури, переважно книг з бізнесу та економіки, які на думку ICU заслуговують на увагу широкої читацької аудиторії України. Станом на 30.03.2020 в серії #ICUbooks вийшло одинадцять книг [Архівовано 3 грудня 2019 у Wayback Machine.].
Серед них такі бестселери, як:
- Чому нації занепадають? Походження влади, багатства і бідності авторства видатних економістів сучасності Дарона Аджемоґлу і Джеймса Робінсона,
- Від нуля до одиниці! Нотатки про стартапи Пітера Тіля, венчурного капіталіста, легендарного підприємця, співзасновника PayPal, інвестора Facebook.
- Плутократи. Епоха нових багатих і занепад старої системи, написана Христею Фріланд, канадською письменницею, журналісткою, політиком, яка в різні періоди обіймала ключові посади в Уряді Джастіна Трюдо. Вона була міністром міжнародної торгівлі Канади, міністром закордонних справ. Станом на кінець березня 2020 року Фріланд є заступником прем'єр-міністра Канади, міністром міжурядових справ.
- Капітал у XXI столітті відомого французького економіста, професора Школи вищих досліджень у галузі соціальних наук, професора Паризької школи економіки, почесного професора Лондонської школи економіки Томи Пікетті.
- Розмови з донькою про економіку [Архівовано 4 грудня 2019 у Wayback Machine.] колишнього міністра фінансів Греції і професора економіки Яніса Варуфакіса,
- Євро та боротьба ідей [Архівовано 3 грудня 2019 у Wayback Machine.] авторства професора економіки Принстонського університету та директор Центру фінансів ім. Бендгайма Принстону Маркуса Брунермаєра, професора історії, міжнародних відносин і європейських студій Принстону Гарольда Джеймса, а також Жана-П'єра Ландо, колишнього заступника голови Банку Франції та молодшого професора економіки Інституту політичних досліджень у Парижі.
- Блокчейн-революція Алекса і Дона Тапскоттів.

## Чиновники, які працювали в ICU
Працівники Investment Capital Ukraine з 2014 року обіймали державні посади в Україні:
- Гонтарева Валерія Олексіївна — голова Національного банку України.
- Демчишин Володимир Васильович — Міністр енергетики та вугільної промисловості України у другому уряді Арсенія Яценюка.
- Вовк Дмитро Володимирович — тимчасовий виконувач обов'язків Голови Національної комісії, що здійснює державне регулювання у сферах енергетики та комунальних послуг (НКРЕКП).
- Животовський Олександр Миколайович — голова Національної комісії, що здійснює державне регулювання у сфері зв'язку та інформатизації.
- Барах Євгеній Вікторович — перший заступник голови Укравтодору.